# Kuilwangmeervallen
Kuilwangmeervallen (Amphiliidae) zijn een familie van straalvinnige vissen uit de orde van Meervalachtigen (Siluriformes).

## Taxonomie
De volgende geslachten zijn bij de familie ingedeeld:
- Amphilius Günther, 1864
- Andersonia Boulenger, 1900
- Belonoglanis Boulenger, 1902
- Dolichamphilius T. R. Roberts, 2003
- Doumea Sauvage, 1879
- Congoglanis Ferraris, Vari & P. H. Skelton, 2011
- Tetracamphilius T. R. Roberts, 2003
- Trachyglanis Boulenger, 1902
- Phractura Boulenger, 1900
- Leptoglanis Boulenger, 1902
- Zaireichthys T. R. Roberts, 1967
- Psammphiletria T. R. Roberts, 2003
- Paramphilius Pellegrin, 1907